# محمد إبراهيم بشناق
محمد إبراهيم بشناق (1954 -) شاعر فلسطيني ولد في لبنان. كانت أولى قصائدة وهو في الحادية عشرة من عمره. ثم نشر ديوانه الأول عام 1970 في مدينة بيروت وكان بعنوان إلهام شاعر. سنة 1975 كتب مسرحية بعنوان «مرآة أمام الزمن» أثناء وجوده في مدينة عمان في الأردن، والتي قام على إخراجها المخرج المسرحي مظهر ياسين، والتي تم عرضها على مسارح عمان. يقيم منذ عام 1986 في ألمانيا. تعلم اللغة الألمانية وأتقنها، وألف فيها ثلاثة كتب، وهم عبارة عن قصتين وديوان شعري. له ما يزيد عن 400 قصيدة شعرية.